# Lublinská unie

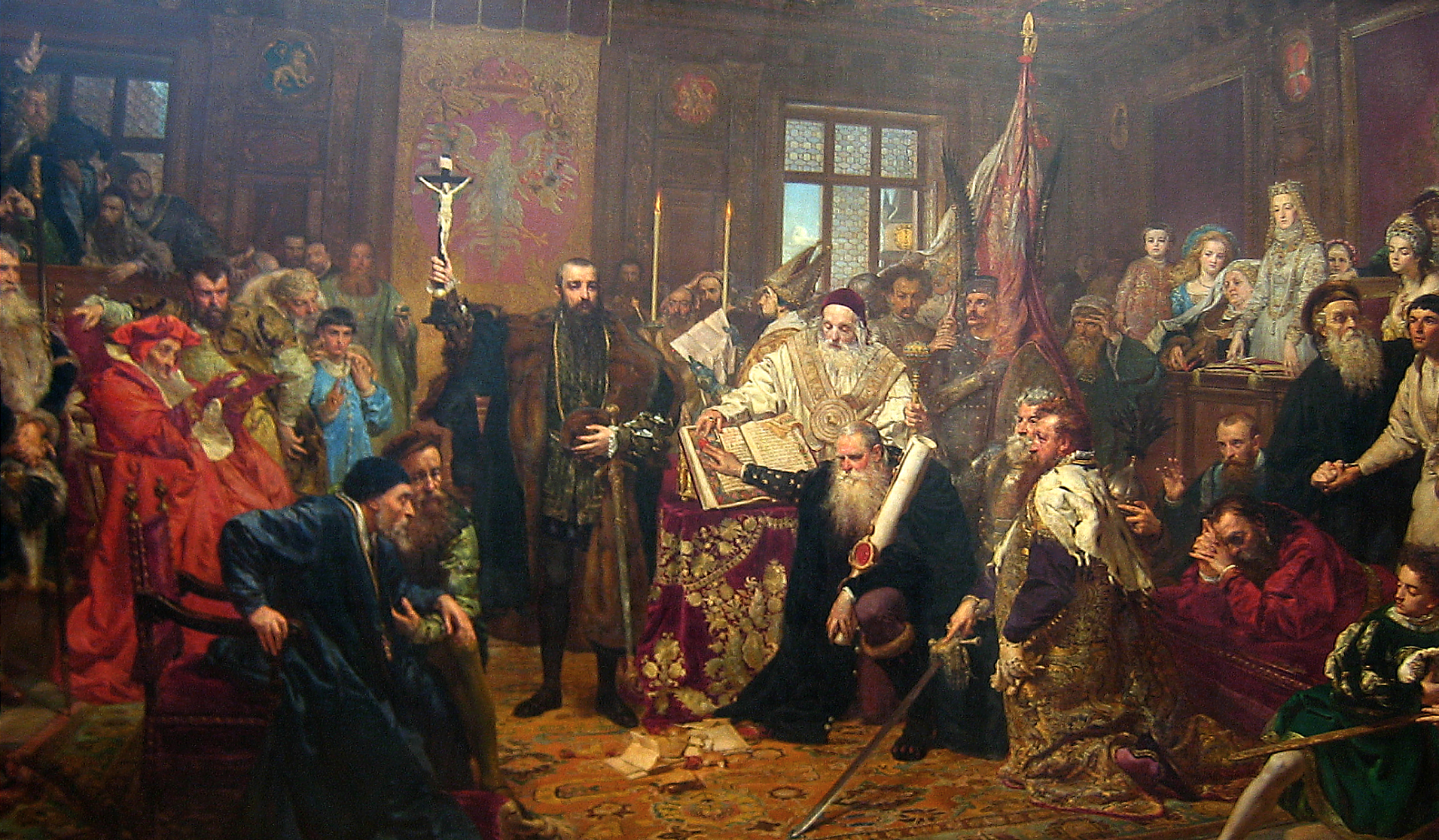
Jan Matejko: Lublinská unie

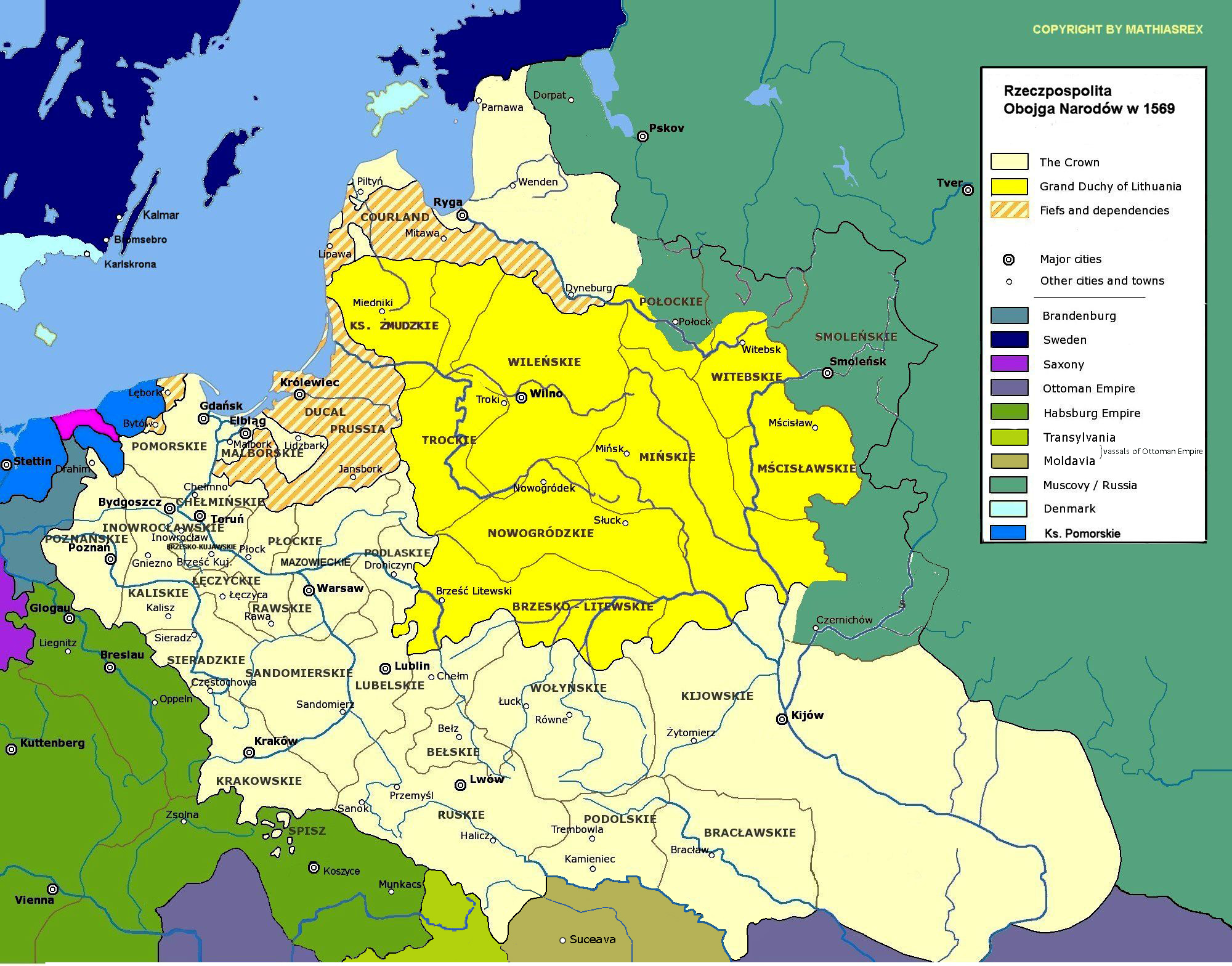
Rozloha Polsko-litevské unie v roce 1569

Lublinská unie (polsky Unia lubelska; litevsky Liublino unija; ukrajinsky Люблінська унія) byl státoprávní akt, který vedl ke sjednocení Polské koruny a Litevského velkoknížectví. Tato unie byla uzavřena po delších jednáních 1. července 1569 na sněmu v polském městě Lublin. Stalo se tak za vlády Zikmunda II. Augusta, posledního krále z rodu Jagellonců.
Obě země, spojené nástupem litevského velkoknížete Vladislava II. Jagella na polský trůn (1385/86) personální, v tzv. Krevskou unií téměř dvě století, tímto vstoupily do unie reálné. Vznikla tak Polsko-litevská unie, oficiálně Království polské a Velké knížectví litevské, která ve 20. století vešla ve známost jako „Republika obou národů“ (Rzeczpospolita Obojga Narodów) a „Šlechtická republika“ (Rzeczpospolita szlachecka). Personální unie měla nejen společného vládce, ale také sejm, měnu, zahraniční a obrannou politiku; obě země si však ponechaly určitou autonomii a vlastní úřady, soudy a vojsko. Tento společný nově vzniklý stát nezahrnoval jen současnou Litvu a Polsko, ale i Bělorusko, Ukrajinu (tzv. pravobřežní a také část té levobřežní), dále části dnešního Lotyšska (Kuronsko, Zemgalsko, Latgale), Rumunska (Bukovina) a Slovenska (Spiš).
Unie obou zemí trvala dvě století do roku 1795, kdy Polsko třetím dělením zaniklo.